# Battaglia dell'isola di Savo
La battaglia dell'isola di Savo, conosciuta anche come prima battaglia dell'isola di Savo e, in giapponese, prima battaglia del mare delle Salomone (第一次ソロモン海戦 Dai-ichi-ji Soromon Kaisen), fu una battaglia navale della campagna del Pacifico della seconda guerra mondiale, combattuta tra la marina imperiale giapponese e le forze navali alleate. Lo scontro ebbe luogo tra l'8 ed il 9 agosto 1942, e fu il primo episodio navale di rilievo nella campagna di Guadalcanal. In risposta agli sbarchi alleati nelle isole Salomone, il vice ammiraglio Gun'ichi Mikawa mandò una forza di sette incrociatori e un cacciatorpediniere nello stretto della Nuova Georgia (conosciuto dagli alleati come the Slot) per attaccare la flotta anfibia alleata. Questa era difesa da una forza di otto incrociatori e quindici cacciatorpediniere, sotto il comando del contrammiraglio Victor Alexander Charles Crutchley. Tuttavia, solo una parte delle sue forze furono impegnate nella battaglia. Mikawa riuscì a sorprendere le forze alleate e ad affondare un incrociatore australiano e tre americani, soffrendo perdite modeste. Le rimanenti forze navali alleate furono così costrette ad abbandonare la zona delle isole Salomone, lasciandone temporaneamente il controllo delle acque intorno Guadalcanal ai giapponesi. La sconfitta mise gli alleati in una situazione precaria, visto che erano sbarcati appena tre giorni prima ed avevano scarsi rifornimenti ed equipaggiamenti per difendere le teste di ponte.

## Antefatto

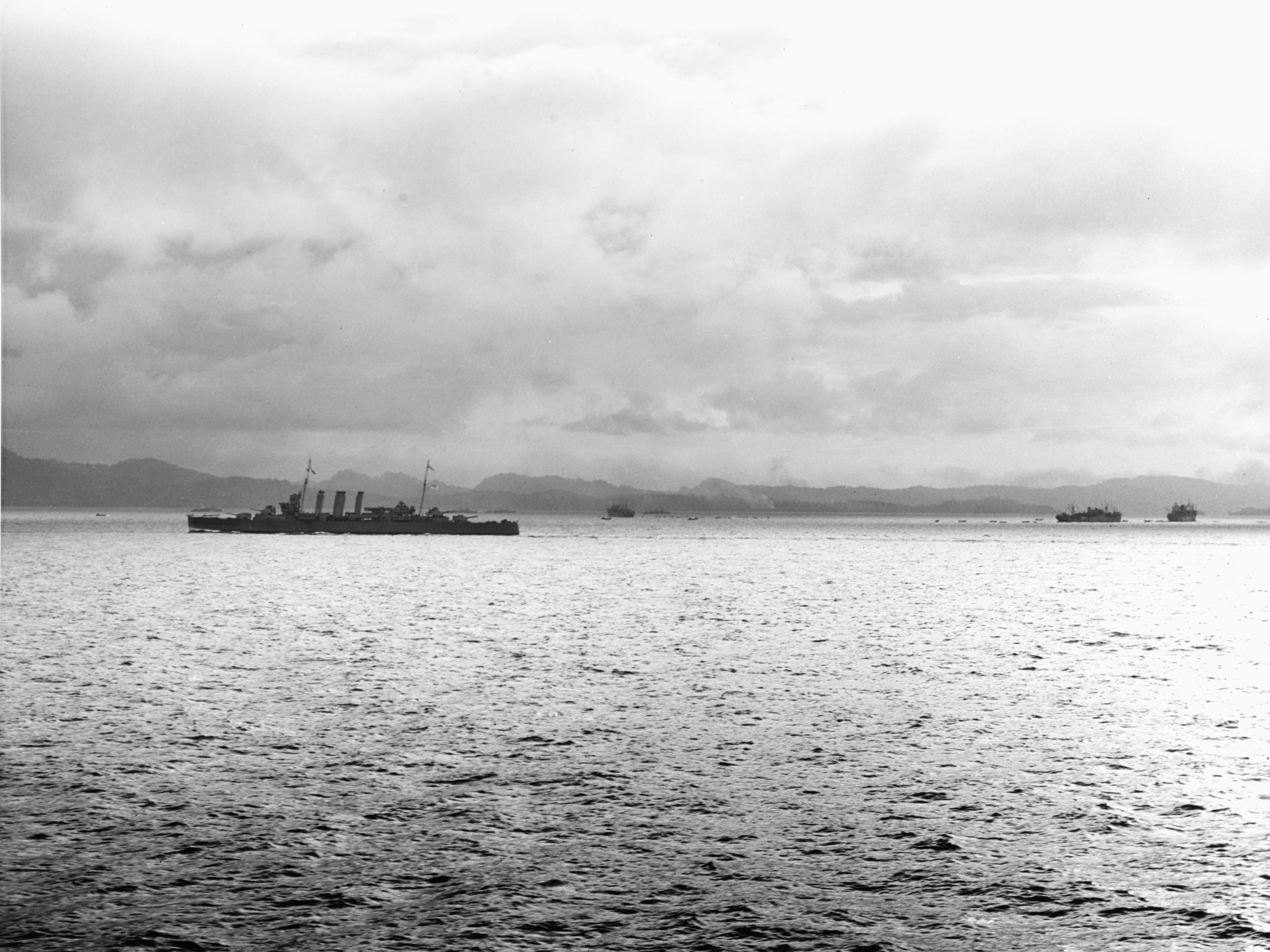
L'incrociatore pesante HMAS Canberra a Tulagi a protezione di tre navi da carico che sbarcano uomini e materiale

Lo sbarco alleato a Guadalcanal impose ai giapponesi un arresto nella loro strategia di occupare basi sempre più in profondità nel Pacifico sudorientale, e pertanto gli stessi tentarono di reagire sia per terra, destinando altre truppe all'isola, sia con un continuo martellamento dal mare e dal cielo per impedire i rifornimenti alle truppe alleate.
Gli alleati, per contro, dopo la battaglia delle Midway cercarono di confrontarsi con le non più imbattibili forze navali imperiali, per isolare a lungo termine Rabaul, quartier generale dell'Ottava Flotta delle forze combinate nipponiche nell'area.
Dopo lo sbarco delle truppe sull'isola, composte da marine statunitensi e da un contingente di seabees (i genieri di marina), il comandante dell'operazione, l'ammiraglio statunitense Frank Fletcher, decise di ritirare le forze navali per farle rifornire di carburante. Questo lasciò i trasporti alleati, ancorati nelle vicinanze dell'area di sbarco, con poca protezione. Al comando, l'ammiraglio inglese Victor Crutchley con una forza di 8 incrociatori, 15 cacciatorpediniere e 15 dragamine. Degli 8 incrociatori, HMAS Canberra, HMAS Australia, USS Chicago, USS Vincennes, USS Astoria e USS Quincy erano incrociatori pesanti con cannoni da 203mm. Il San Juan era un incrociatore controaerei e lo HMAS Hobart un incrociatore leggero con cannoni da 152mm.
I giapponesi, per contro, avevano allestito una forza d'attacco per scortare un convoglio di rifornimenti, che era composta da 5 incrociatori pesanti, il Chokai, ammiraglia di Gun'ichi Mikawa (il comandante dell'Ottava Flotta), e la 6ª divisione incrociatori, composta da Aoba, Furutaka, Kako e Kinugasa, al comando del contrammiraglio Aritomo Gotō; due incrociatori leggeri, Tenryu e Yubari, e il cacciatorpediniere Yunagi completavano la formazione. Il convoglio composto da due navi da trasporto doveva arrivare a destinazione e poi la forza di Mikawa doveva procedere ad un attacco notturno, nel quale i giapponesi potessero mettere a frutto la loro grande esperienza con i potenti siluri pesanti Type 93

## La battaglia
Gli alleati si erano cautelati da un attacco notturno disponendo le navi della scorta in tre gruppi, e sebbene alcune delle navi fossero dotate di radar, le versioni dell'epoca di questo strumento erano caratterizzate da scarse prestazioni in prossimità della terra. Anche gli impianti radio ad alta frequenza erano condizionati dalle isole circostanti che ne riducevano di molto la portata pratica.
Le navi giapponesi s'inoltrarono nella "Scanalatura" (lo stretto tra le isole che gli americani avevano soprannominato appunto the Slot) e, nonostante fossero stati avvistati dal sommergibile USS S-38, che aveva dato l'allarme, questo non venne rilevato dalla flotta: 

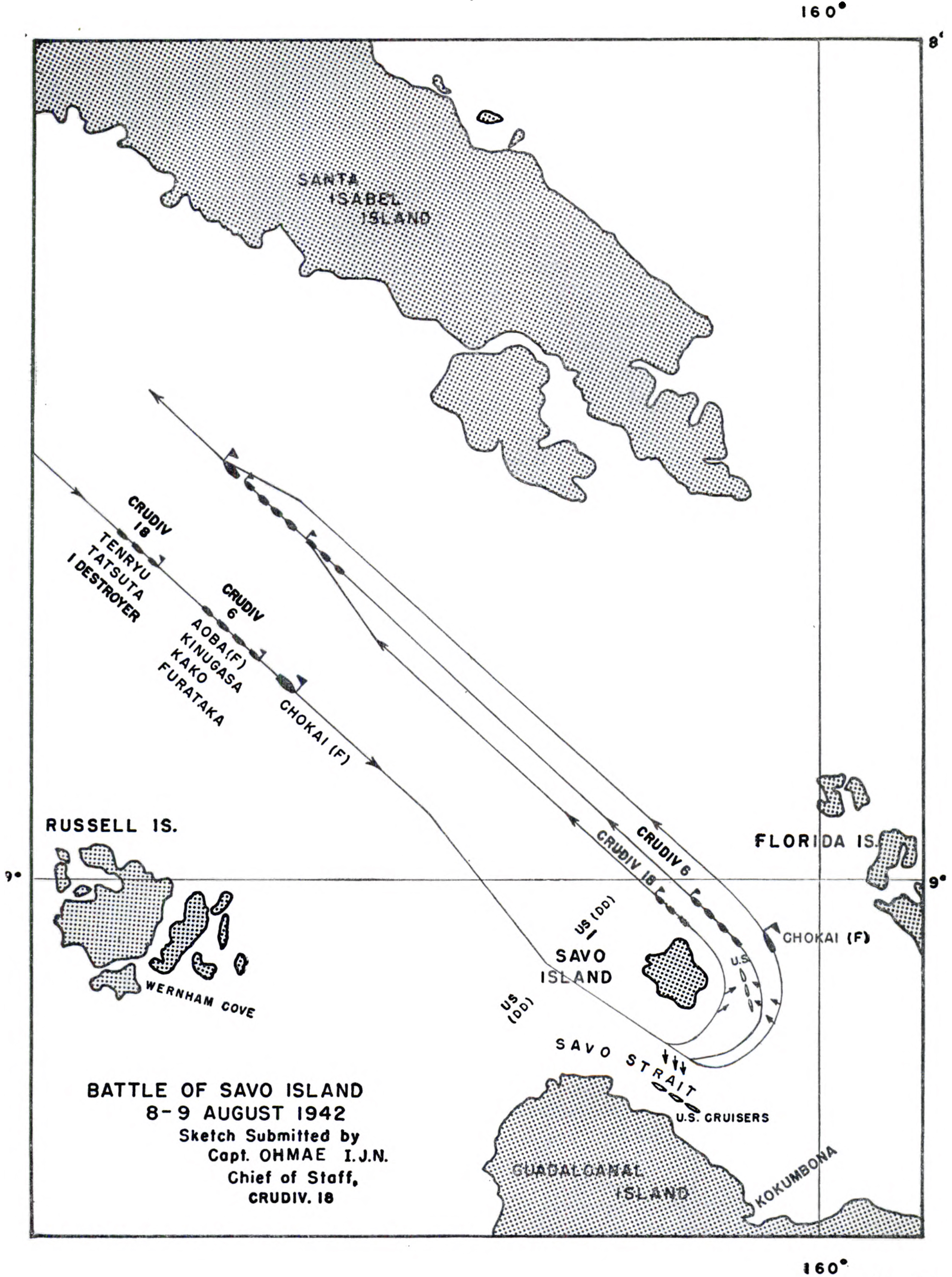
Mappa giapponese dei movimenti della battaglia

La squadra passò vicino al cacciatorpediniere USS Ralph Talbot, e poi al Jarvis, senza essere scorta in quanto le navi non erano in un reale stato di allerta. Quando furono in prossimità del caccia Patterson, questo li avvistò e vi fu uno scambio di colpi tra il caccia statunitense ed il Kinugasa, con un colpo a bordo del Patterson. A questo punto l'allarme era dato. Gli aerei giapponesi in volo iniziarono ad illuminare la scena con i bengala e l'ammiraglio Mikawa ordinò un attacco indipendente alle varie unità. Le navi giapponesi lanciarono una nutrita salva di siluri, molti dei quali colpirono le navi del gruppo sud; il primo colpito fu il Canberra. Poi vennero colpiti il cacciatorpediniere George F. Elliot, l'incrociatore Chicago, il Quincy, l'Astoria e il Vincennes, bersaglio di oltre 70 proiettili da 203mm, che affondò come una torcia ardente alle 02:50.
Alle 02:16 Mikawa prese una decisione: le sue navi erano sparse, i tubi lanciasiluri andavano ricaricati, e questa era un'operazione complicata, sei delle sue navi erano a corto di munizioni per l'intenso uso fattone e inoltre c'era il rischio di un attacco aereo statunitense contro il quale la sua squadra non aveva alcuna protezione aerea. Pertanto, ordinò alla flotta di ritirarsi verso Rabaul, lasciando intatte le navi da trasporto alleate.

## Epilogo
La battaglia fu una grave sconfitta per gli alleati: 4 incrociatori pesanti (Canberra, Quincy, Astoria e Vincennes) affondati, un incrociatore pesante (Chicago) e due cacciatorpediniere gravemente danneggiati, oltre mille morti tra gli equipaggi.
La flotta giapponese, durante il rientro a Rabaul, fu sorpresa da un sottomarino americano in agguato; alle 08:10 del 10 agosto, l'incrociatore Kako fu silurato ed affondato dal sommergibile USS S 44 a 110 km (70 mi) dalla sua destinazione.
Dopo la battaglia di Savo, per diversi mesi, le flotte riunite americane, inglesi e australiane rifiutarono il combattimento notturno contro le squadre giapponesi: malgrado la presenza di radar nei loro arsenali gli alleati non erano in grado di battere l'addestramento notturno nipponico ed erano svantaggiati dalla scarsa potenza dei rispettivi siluri al confronto di quelli nemici.
Quella di Savo fu la più grave sconfitta subita dalla US Navy in mare, fino a quel momento; la censura militare riuscì a impedire per diversi mesi che la popolazione americana venisse a conoscenza della battaglia e delle sue durissime perdite. Alcuni tra i comandanti in mare vennero esonerati e il comandante Bode si suicidò a Panama quando seppe di essere sotto inchiesta. Da parte giapponese, dopo l'entusiasmo iniziale, Mikawa venne pesantemente criticato per non aver affondato i trasporti.

### Libri
- Autori vari - direzione di Claude Bertin, La seconda guerra mondiale - la lotta per il Pacifico - vol. 3, Guadalcanal, Ginevra, Edizioni Ferni, 1972.
- (EN) Eric M. Bergerud, Touched with Fire: The Land War in the South Pacific, Penguin, 1997, ISBN 0-14-024696-7.
- James F. Christ, Battalion of the Damned: The 1st Marine Paratroopers at Gavutu and Bloody Ridge, 1942, Naval Institute Press, 2007, ISBN 1-59114-114-1.
- Richard Frank, Guadalcanal: The Definitive Account of the Landmark Battle, New York, Random House, 1990, ISBN 0-394-58875-4.
- Samuel B. Griffith, The Battle for Guadalcanal, Champaign, Illinois, USA, University of Illinois Press, 1963, ISBN 0-252-06891-2.
- Richard G. Hubler, Dechant, John A, Flying Leathernecks - The Complete Record of Marine Corps Aviation in Action 1941–1944., Garden City, New York, Doubleday, Doran & Co., Inc, 1944.
- Stanley Coleman Jersey, Hell's Islands:  The Untold Story of Guadalcanal, College Station, Texas, Texas A&M University Press, 2008, ISBN 1-58544-616-5.
- Samuel Eliot Morison, The Struggle for Guadalcanal, August 1942 – February 1943, vol. 5 of History of United States Naval Operations in World War II, Boston, Little, Brown and Company, 1981  [1958], ISBN 0-316-58305-7.
- Oscar F. Peatross, John P. McCarthy and John Clayborne (editors), Bless 'em All: The Raider Marines of World War II, Review, 1995, ISBN 0-9652325-0-6.

### Pubblicazioni e articoli di rilevanza
- (EN) Charles R. Anderson, Guadalcanal (brochure), su army.mil, U.S. Government Printing Office, 1993. URL consultato il 19 luglio 2009.
- (EN) Frank O. Hough, Ludwig, Verle E., and Shaw, Henry I., Jr., Pearl Harbor to Guadalcanal, su History of U.S. Marine Corps Operations in World War II. URL consultato il 19 luglio 2009.
- John, Jr. Miller, Cartwheel: The Reduction of Rabaul, su United States Army in World War II: The War in the Pacific, Office of the Chief of Military History, U.S. Department of the Army, 1959,  p. 418. URL consultato il 19 luglio 2009.
- (EN) John Jr. Miller, Guadalcanal:  The First Offensive, su United States Army in World War II, 1949. URL consultato il 19 luglio 2009.
- (EN) Henry I. Shaw, First Offensive: The Marine Campaign For Guadalcanal, su Marines in World War II Commemorative Series, 1992. URL consultato il 19 luglio 2009.
- (EN) John L. Zimmerman, The Guadalcanal Campaign, su Marines in World War II Historical Monograph, 1949. URL consultato il 19 luglio 2009.
- (EN) George Carroll Dyer, The Amphibians Came to Conquer:  The Story of Admiral Richmond Kelly Turner, su ibiblio.org, United States Government Printing Office. URL consultato il 19 luglio 2009.
- (EN) James R. Garrett, James R. "Rube" Garrett - A Marine Diary: My Experiences on Guadalcanal, su An Eyewitness Account of the Battle of Guadalcanal. URL consultato il 19 luglio 2009 (archiviato dall'url originale l'11 febbraio 2007).
- (EN) Oliver A. Gillespie, The Battle for the Solomons, su The Official History of New Zealand in the Second World War, 1939–1945, nzetc.org, New Zealand Electronic Text Center, 1952. URL consultato il 19 luglio 2009.
- Clayton R. Newell, Central Pacific, su The U.S. Army Campaigns of World War II, U.S. Army Center of Military History, 2003. URL consultato il 19 luglio 2009 (archiviato dall'url originale il 2 febbraio 2012).
- (EN) U.S. Army Center of Military History, Japanese Operations in the Southwest Pacific Area, su Reports of General MacArthur, Volume II - Part I. URL consultato il 19 luglio 2009.- Translation of the official record by the Japanese Demobilization Bureaux detailing the Imperial Japanese Army and Navy's participation in the Southwest Pacific area of the Pacific War